# E-123 Omega
E-123 Omega is een robot en een vriend van Shadow the Hedgehog en Rouge the Bat. Hij werd gemaakt door de kwaadaardige Dr. Eggman, maar zit niet aan zijn kant. Omega heeft ook zijn eigen wapens. Soms doet hij vriendelijk tegen Sonic. Omega is gemaakt door Dr. Eggman omdat er een andere robot was genaamd E-102 Gamma die niet deed wat Eggman zei. Gamma was ook een rode robot en lijkt heel erg op Omega.

## In de spellen
E-123 Omega kwam voor het eerst in Sonic Heroes, als lid van Team Dark. Daarna in Shadow the Hedgehog, Sonic the Hedgehog (2006), Sonic Chronicles: The Dark Brotherhood, en tot slot als eindbaas in Mario & Sonic op de Olympische Winterspelen.